# Луговатка
Лугова́тка — село в Енисейском районе Красноярского края России. Входит в состав Луговатского сельсовета.

## География
Село находится в западной части района, на берегах реки Луговатка (бассейн реки Кас), на расстоянии приблизительно 187 км (по прямой) к северо-западу от города Енисейск, административного центра района. Абсолютная высота — 142 м над уровнем моря.
Климат
Климат характеризуется как резко континентальный, с морозной продолжительной зимой. Средняя температура самого тёплого месяца (июля) составляет 24,4 °С (абсолютный максимум — 37 °С). Средняя температура самого холодного месяца (января) — −27,7 °С (абсолютный минимум — −59 °С). Среднегодовое количество атмосферных осадков составляет 460 мм. В тёплый период года (с апреля по октябрь) выпадает около 77 % осадков.
Часовой пояс
Село Луговатка находится в часовой зоне МСК+4. Смещение применяемого времени относительно UTC составляет +7:00.

## Население
| 2010 | 2016 |
| ---- | ---- |
| 133  | ↘34  |

Гендерный состав
По данным Всероссийской переписи населения 2010 года, в гендерной структуре населения мужчины составляли 52,6 %, женщины — соответственно 47,4 %.
Национальный состав
Согласно результатам переписи 2002 года, в национальной структуре населения русские составляли 100 % из 163 чел.

## Улицы
Уличная сеть села состоит из одной улицы (ул. Полевая).